# آبشار ریوکان‌فوسن
آبشار ریوکان فوسن (به نروژی: Rjukanfossen) آبشاری است که در کشور نروژ واقع شده‌است و بلندترین ریزشگاه آن ۱۰۴ متر ارتفاع دارد. حوضهٔ آبریز این آبشار، رود مان است.